# Усть-Атмис
Усть-Атмис — село в Каменском районе Пензенской области Российской Федерации, входит в состав Покрово-Арчадинского сельсовета.

## География
Село находится на берегу реки Малый Атмис в 17 км на север от центра сельсовета села Покровская Арчада и в 21 км на юго-восток от райцентра Каменки.

## История
Основана помещиком, с 1780 г. — в составе Нижнеломовского уезда Пензенской губернии, выселок из с. Каменки, которое располагалось в устье Малого Атмиса. В 1785 г. — за помещиками Иваном Степановичем Евсюковым (47 ревизских душ) и Пелагеей Алексеевной Юрьевой (10). В 1877 г. — в Кувакской волости (волостное правление в с. Студенец), 102 двора. В 1905 г. происходило выступление крестьян с аграрными требованиями. В 1911 г. — село Студенецкой волости Нижнеломовского уезда, одна крестьянская община, 153 двора, церковь, церковноприходская школа, 3 ветряные мельницы, шерсточесалка, кузница, 3 лавки.
В 1926 г. — центр сельсовета Студенецкой укрупненной волости Пензенского уезда. С 1928 года село являлось центром сельсовета Каменского района Пензенского округа Средне-Волжской области (с 1939 года — в составе Пензенской области). В 1955 г. — в составе Надеждинского сельсовета, совхоз «Парижская коммуна». В 1980-е гг. — в составе Казано-Арчадинского сельсовета, центральная усадьба колхоза имени Кирова. 22.12.2010 г. Казано-Арчадинский сельсовет упразднен, село вошло в состав Покрово-Арчадинского сельсовета.
До 2007 года в селе действовала основная общеобразовательная школа.

## Население
| 1785 | 1864 | 1877 | 1897 | 1911 | 1926  | 1930 |
| ---- | ---- | ---- | ---- | ---- | ----- | ---- |
| 110  | ↗549 | ↗675 | ↘622 | ↗799 | ↗1073 | ↘776 |
| 1959 | 1979 | 1989 | 1996 | 2002 | 2010  |      |
| ↘499 | ↘480 | ↘444 | ↗452 | ↘353 | ↘271  |      |

## Инфраструктура
В селе имеется отделение почтовой связи.